# Trvalý chrup
Trvalý chrup (také dospělý chrup) je druhá sada zubů tvořící se u difyodontních savců. U lidí a opic starého světa je v trvalém chrupu třicet dva zubů, které se skládají ze šesti maxilárních (horních) a šesti mandibulárních (spodních) molárů (stoliček), čtyř horních a čtyř spodních premolárů (třenových zubů), dvou horních a dvou spodních špičáků, čtyř horních a čtyř spodních řezáků.

## Časová osa
První trvalé zuby se většinou objevují v ústech kolem šestého roku věku. Ústa pak mají po jistou dobu mléčný i trvalý chrup zároveň, dokud nevypadne poslední mléčný zub.
Jako první trvalé zuby se prořezávají první stoličky, hned za posledními mléčnými stoličkami. Tyto první trvalé stoličky jsou důležité pro správný vývoj trvalého chrupu. Do věku třinácti let se prořeže dvacet osm z celkových třiceti dvou zubů trvalého chrupu.
Plný chrup je dokončen o hodně později během období trvalého chrupu. Poslední čtyři trvalé zuby, třetí moláry (stoličky), se většinou objevují mezi sedmnáctým a dvacátým pátým rokem, říká se jim zuby moudrosti.

## Patologie
Je možné mít zuby navíc. Tento fenomén se jmenuje hyperdoncie a často se špatně označuje jako „třetí sada zubů“. Tyto zuby se mohou prořezat nebo zůstat v čelisti. Hyperdoncie je často spojována se syndromy jako jsou například rozštěpený ret nebo patro, trichorhinophalangeální syndrom, kledokraniální dysplazie a Gardnerův syndrom.